# Charles Tolomas
Charles Tolomas, né le 17 mars 1706 à Avignon et décédé en 22 septembre 1762 à Avignon, est un jésuite français enseignant et bibliothécaire à Lyon au collège de la Trinité. Il est surtout connu pour avoir défendu les jésuites contre l'article « Collège » publié en 1753 par d'Alembert dans l'Encyclopédie, et avoir, semble-t-il, insulté ce dernier en latin.

## Biographie

### Enfance
Charles Pierre Xavier Tolomas est né à Avignon, le 17 mars 1706, de Esprit Gabriel de Tolomas marié le 16 décembre 1696 à sa seconde épouse, Marguerite de Bouchard des Moriers.
Charles a trois sœurs – Marie Catherine, Hélène Xavière, Marie Élisabeth – et un frère, Joseph Ignace Alexandre.

### Vie adulte
Il entre chez les jésuites à l'âge de 17 ans, et vient à Lyon au collège de la Trinité, où il enseigne diverses matières.
Élu le 2 mars 1740 à l'Académie des beaux-arts de Lyon, il est surtout connu pour avoir défendu les jésuites contre l'article « Collège » publié en 1753 par d'Alembert dans le tome III de l'Encyclopédie. Il aurait aussi, semble-t-il, insulté ce dernier en le traitant (en latin) de bâtard lors d'une harangue de rentrée au collège de la Trinité à Lyon, le 30 novembre 1754.
Sa fin de vie est décrite ainsi par Louis Bollioud-Mermet : « Il va à Avignon en 1761, se délasser de ses travaux auprès de ses parents, y fait un plus long séjour qu'il n'avait projeté et meurt dans la maison des noviciats de son ordre le 22 septembre 1762 »'.

## L'affaire Tolomas/d'Alembert
Dans le troisième volume de « l'Encyclopédie » paru en octobre 1753, d'Alembert écrit l'article « Collège » qui dénigre ceux-ci. On peut lire « Je sai que le Latin étant une langue morte, dont presque toutes les finesses nous échappent, ceux qui passent aujourd'hui pour écrire le mieux en cette langue, écrivent peut-être fort mal ; mais du moins les vices de leur diction nous échappent aussi » ou aussi « Un inconvénient de l'éducation des collèges, est que le maître se trouve obligé de proportionner sa marche au plus grand nombre de ses disciples, c'est-à-dire aux génies médiocres ; ce qui entraîne pour les génies plus heureux une perte de tems considérable ».
En retour, le samedi 30 novembre 1754, dans sa harangue latine à la rentrée des classes du collège de la Trinité, le Père Tolomas fait référence à d'Alembert comme « Homuncio cui nec est pater, nec res » (le petit homme, qui n'a ni père, ni biens). Bourgelat, écuyer du Roi à Lyon, rapporte au ministre Malesherbes dans une lettre du 2 décembre 1754, que Tolomas, membre de la Société royale de Lyon (SLR) a « vomi un torrent d'injures contre l'Encyclopédie et les encyclopédistes ». D'Alembert écrit officiellement à la SLR son indignation et ses conditions, et le 28 février 1755, cinq membres de la SRL démissionnent. Tolomas se retirera de la SRL, mais celle-ci fusionnera en 1758 avec l'Académie de Lyon, à laquelle Tolomas appartenait toujours.